# همان‌گونه که از بهشت فرستاده شد
همان‌گونه که از بهشت فرستاده شد (دانمارکی: Som sendt fra himlen) یک فیلم کمدی دانمارکی به کارگردانی یوهان یاکوبسن است که در سال ۱۹۵۱ منتشر شد. از بازیگران این فیلم می‌توان به مونس ویت، دیرک پَـسِر و میسکو ماکوارت اشاره کرد.